# Handia
|  | Per a altres significats, vegeu «Handia (Madhya Pradesh)». |

Handia és una ciutat i nagar panchayat (municipalitat) al districte d'Allahabad, estat d'Uttar Pradesh (Índia). Segons el cens del 2001 la població era de 16.412 habitants.